# Associazione degli enti previdenziali privati
L'Associazione degli enti previdenziali privati (AdEPP) è un'associazione italiana di associazioni e fondazioni con personalità giuridica privata, ma di fatto pubbliche amministrazioni con funzione di enti gestori di forme di previdenza obbligatoria ai sensi della L. 509/1994 e della L. 103/1996, comunemente detta previdenza di primo pilastro secondo il modello previdenziale corporativo.
Nel 2012 gli enti previdenziali associati erano 20, con oltre 2 milioni di professionisti obbligatoriamente iscritti.

## Attività istituzionale
Nel 2011 e nel 2012 sono stati pubblicati due rapporti sulla previdenza dei professionisti italiani.
Questi documenti evidenziano le peculiarità delle singole casse previdenziali, sia dal punto di vista delle prestazioni pensionistiche ed assistenziali, sia dal punto di vista della gestione finanziaria, evidenziandone le criticità.

## Associati
- Cassa Notariato;
- Cassa Forense;
- INARCASSA;
- CNPADC;
- ENPAV;
- ENPACL;
- ENPAF;
- ENPAP;
- ENPAPI;
- INPGI;
- CASAGIT;
- ENASARCO;
- ENPAIA;
- EPAP;
- ONAOSI;
- ENPAM;
- ENPAB;
- EPPI;
- Cassa geometri;
- Cassa ragionieri.

### Leggi
- Costituzione della Repubblica Italiana
- Decreto legislativo 30 giugno 1994, n. 509, in materia di "Attuazione della delega conferita dall'art. 1, comma 32, della legge 24 dicembre 1993, n. 537, in materia di trasformazione in persone giuridiche private di enti gestori di forme obbligatorie di previdenza e assistenza."
- Decreto legislativo 10 febbraio 1996, n. 103, in materia di "Attuazione della delega conferita dall'art. 2, comma 25, della legge 8 agosto 1995, n. 335, in materia di tutela previdenziale obbligatoria dei soggetti che svolgono attività autonoma di libera professione."

### Sentenze
- Sentenza Consiglio di Stato 28/11/2012 (XML), su giustizia-amministrativa.it. URL consultato il 20 marzo 2013 (archiviato dall'url originale il 27 marzo 2013).

### Rapporto AdEPP
- Secondo Rapporto AdEPP 2012 (PDF), su adepp.info. URL consultato il 18 aprile 2013 (archiviato dall'url originale il 4 maggio 2014).
- Primo Rapporto AdEPP 2011, su docs.google.com.

### Web
- Elenco pubbliche amministrazioni, su rgs.mef.gov.it. URL consultato il 6 aprile 2013 (archiviato dall'url originale il 18 marzo 2013).
- Conto economico delle amministrazioni pubbliche 2011 (PDF), su rgs.mef.gov.it. URL consultato il 6 aprile 2013 (archiviato dall'url originale il 26 settembre 2013).
- Sistemi finanziari di gestione dei fondi previdenziali e metodi di calcolo delle prestazioni, su docs.google.com. URL consultato il 20 marzo 2013.

### News
- Walter Passerini, Pensioni, arriva la "busta arancione": estratto conto, calcolatore e simulatore, in La Stampa. URL consultato il 18 aprile 2013 (archiviato dall'url originale il 18 aprile 2013).
- Previdenza: intesa per edizione 2013 'Giornata nazionale', in Adnkronos. URL consultato il 18 aprile 2013 (archiviato dall'url originale il 4 marzo 2016).